# Svalbardtraktaten
Svalbardtraktaten, også kendt som Paristraktaten, er en traktat indgået 9. februar 1920 i Paris mellem flere lande om øgruppen Svalbard. Den slår "Norges fulde og uindskrænkede højhedsret over Svalbardøgruppen" fast. Aftalen giver Norge suverænitet over Svalbard: Spitsbergen og øerne omkring, Bjørnøya og Hopen. Traktaten fastslår videre at alle traktatparter skal have "lige ret til fisk og fangst" i disse områder og i deres territoriale farvande. Bestemmelsen om ligeret gælder efter traktatens ordlyd kun indenfor territorialgrænsen, som da udgjorde fire sømil. Spørgsmålet om i hvilken afstand ligebehandlingsprincippet skal gælde er imidlertid omstridt.[kilde mangler]
Underskriverstaterne var Danmark, USA, Storbritannien, Norge, Frankrig, Italien, Japan, Holland og Sverige. Flere end 30 yderligere stater har underskrevet traktaten ved et senere tidspunkt, inklusive Sovjetunionen i 1924.
Traktaten tager sigte på at sikre Svalbards udvikling og den fredelige udnyttelse af naturressourcerne der. Norges suverænitet er dog begrænset på en sådan måde, at borgerne i enhver af de stater, der har underskrevet Svalbardtraktaten, har lige ret til at drive næringsvirksomhed, jagt og fiskeri på øerne og i deres territorialfarvand.
Svalbard er en demilitariseret zone. I 1950'erne erklærede den norske regering Svalbard som neutralt område, med den begrænsning at NATO fik ret til at gribe ind, såfremt neutraliteten skulle blive krænket på nogen måde.

## Bestemmelser
Traktaten fastslår "Norges fulde og uindskrænkede højhedsret over Svalbardøgruppen". Aftalen giver Norge suverænitet over Svalbard; Spitsbergen og øerne omkring, Bjørnøya og Hopen. Traktatparterne har imidlertid "lige ret til fiskeri og fangst" i disse områder og i deres territoriale farvande. Bestemmelsen om ligeret gælder efter traktatens ordlyd kun indenfor territorialfarvandsgrænsen, som da udgjorde 4 nautiske mil. Spørgsmålet om hvor langt ud, ligebehandlingsprincippet skal gælde, er imidlertid uklar. Således siger Artikel 7: "Med hensyn til erhvervelse, udnyttelse og udøvelse af ejendomsret ... forpligter Norge sig ... til at indrømme alle de høje kontraherende parters undersåtter en behandling baseret på fuldstændig ligestilling..." De begrænsninger, som traktaten pålægger Norge, er blevet sammenlignet med det, som Rom-traktaten pålægger medlemslandene.
Traktaten tager sigte på at sikre Svalbards udvikling og den fredelige udnyttelse af naturressourcerne der. Norges suverænitet er begrænset på en sådan måde, at borgerne af enhver af staterne, som har undertegnet Svalbardtraktaten, har lige ret til at drive næringsvirksomhed, jagt og fiskeri på øerne og i deres territorialfarvande.
Svalbard er erklæret som demilitariseret zone. Da Norge blev medlem af NATO i 1949, protesterede Sovjetunionen mod, at Svalbard blev indlemmet i forsvarsalliancens område med den begrundelse, at det stred mod traktatens kapitel 9; imidlertid erklærede Norges regering, at området forblev neutralt, men forbeholdt sig retten til at gribe ind, dersom neutraliteten skulle blive krænket på nogen måde.

## Underskrevne signatarstater
Foruden Norge var de oprindelige signaturstater USA, Storbritannien (Irland var en del af det forenede kongerige), Danmark, Frankrig, Italien, Japan, Nederlandene og Sverige. Flere end 30 andre stater har underskrevet traktaten på et senere tidspunkt, herunder Sovjetunionen i 1924: Afghanistan, Albanien, Argentina, Australien, Belgien, Bulgarien, Canada, Chile, Den dominikanske republik, Egypten, Estland, Finland, Grækenland, Indien, Island, Kina, Litauen, Monaco, New Zealand, Polen, Portugal, Rumænien, Rusland, Saudi-Arabien, Spanien, Schweiz, Sydafrika, Sydkorea, Tjekkiet, Tyskland, Ungarn, Venezuela og Østrig.

## Baggrund
Før traktaten var Svalbard et ingenmandsland og folkeretslig uafklaret. Den norsk-russiske forretningsmand Jonas Lied fik under 1. verdenskrig til opgave af Johan Anker og det amerikanske selskab Ayer & Longyear at forhandle med den russiske regering om dannelsen af et russisk selskab, som skulle købe deres kuludvinding og andre ejendomme på øgruppen. Dette ville lette Ruslands overtagelse af suveræniteten over hele territoriet. Desuden blev kullet på Svalbard interessant for russerne med fuldførelsen af jernbanen til Murmansk, ifølge Lied. En gruppe norske banker pressede de norske myndigheder til at stanse Lieds forhandlinger med de russiske interessenter. Udenrigsminister Ihlen skiftede holdning, og Lied blev presset til at afbryde forhandlingerne med russerne. Lied hævdede i sin selvbiografi, at han med personlig tab "reddede Spitsbergen for Norge". Disse forhandlinger blev ikke omtalt i pressen på den tid.

## Nye udfordringer
Under udviklingen af EU's satellitnavigationsprogam Galileo, som forventedes at være delvis operativt fra 2014, blev Svalbard satellitstation udpeget som en mulig positionspost, men Norges Fredslag mente, at det kunne indebære et brud på princippet om demilitarisering, hvad norske myndigheder afviste. Den blev fejret med Svalbard minutt for minutt i 2020.